# Kairō

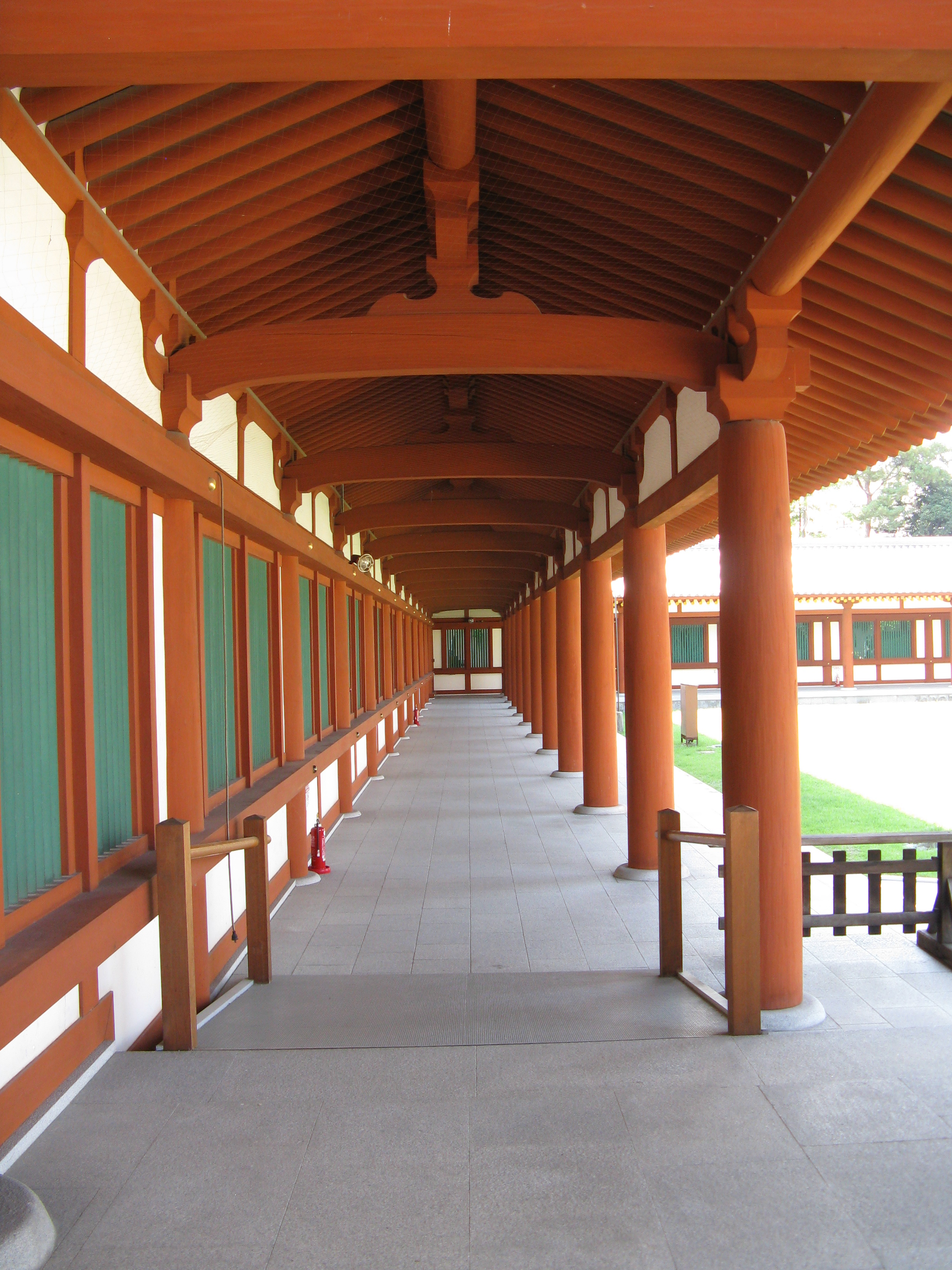
Exemplo de kairo

O kairō (回廊 ou 廻廊), bu (廡), sōrō ou horō (歩廊) é a versão Japonesa de um claustro. Ele é um corredor coberto originalmente construído em torno da área mais sagrada de um templo budista, onde se localizava a o Kondō (sala principal do templo, onde se encontra o objeto mais importante de veneração) e a pagoda (torre que funciona como relicário). Hoje em dia, ele pode ser encontrado também em templos xintoístas e em casas aristocráticas construídas ao modelo shinden-zukuri.
O kairō e o rōmon estavam entre os elementos mais importantes para o garan (modelo de sete estruturas ideais para o complexo de um templo budista), surgido durante o período Heian. O primeiro cercava a parte mais sagrada de um garan, enquanto o segundo era a saída principal do mesmo. Nenhum dos dois elementos era originalmente característico de templos xintoístas, mas com o passar do tempo foram gradualmente substituindo o tamagaki (cerca) que tradicionalmente cercava os santuários xintoístas. O primeiro exemplo de um complexo com kairō e rōmon pode ser encontrado em Yawata, em Iwashimizu Hachimangū, um atual santuário mas um antigo "templo-santuário" (神宮寺, jingū-ji). Acredita-se que o rōmon do santuário foi construído em 886, aproximadamente ao mesmo tempo que o kairō.
Dois tipos de kairō existem: um com um ken de largura e outro com dois ken. 

## Tanrō
O tipo com apenas 1 ken de largura é suportado por apenas duas linhas de pilares, e por isso é chamado tanrō (単廊, lit. corredor único). Janelas típicas, chamadas de renjimado (連子窓) (ver galeria) permitem que a luz entre e o ar circule por dentro da estrutura.

## Fukurō
O kairō com dois ken é suportado por três linhas de pilares e chamado de fukurō (複廊, lit. múltiplos corredores), e é dividido em dois corredores por uma parede. Embora se saiba que vários existiam em grandes templos budistas, como por exemplo no Todai-ji, nenhum permanece em pé nos dias atuais. Alguns fukurō sobrevivem em santuários xintoístas.

## Galeria

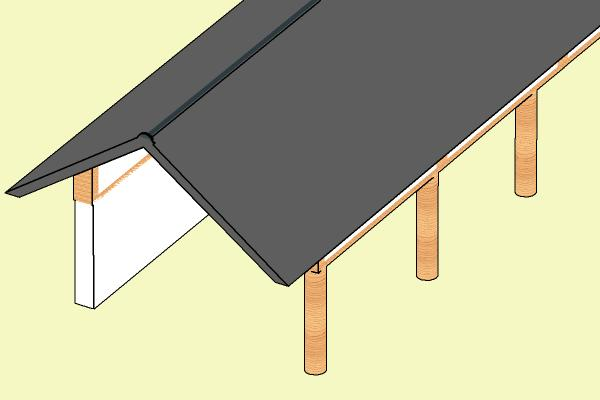
Desenho de um tanrō
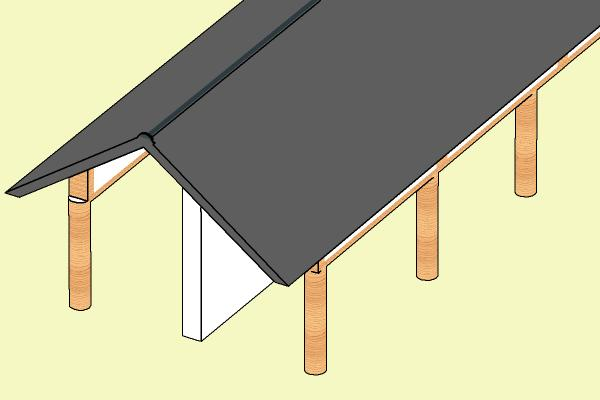
Desenho de um fukurō
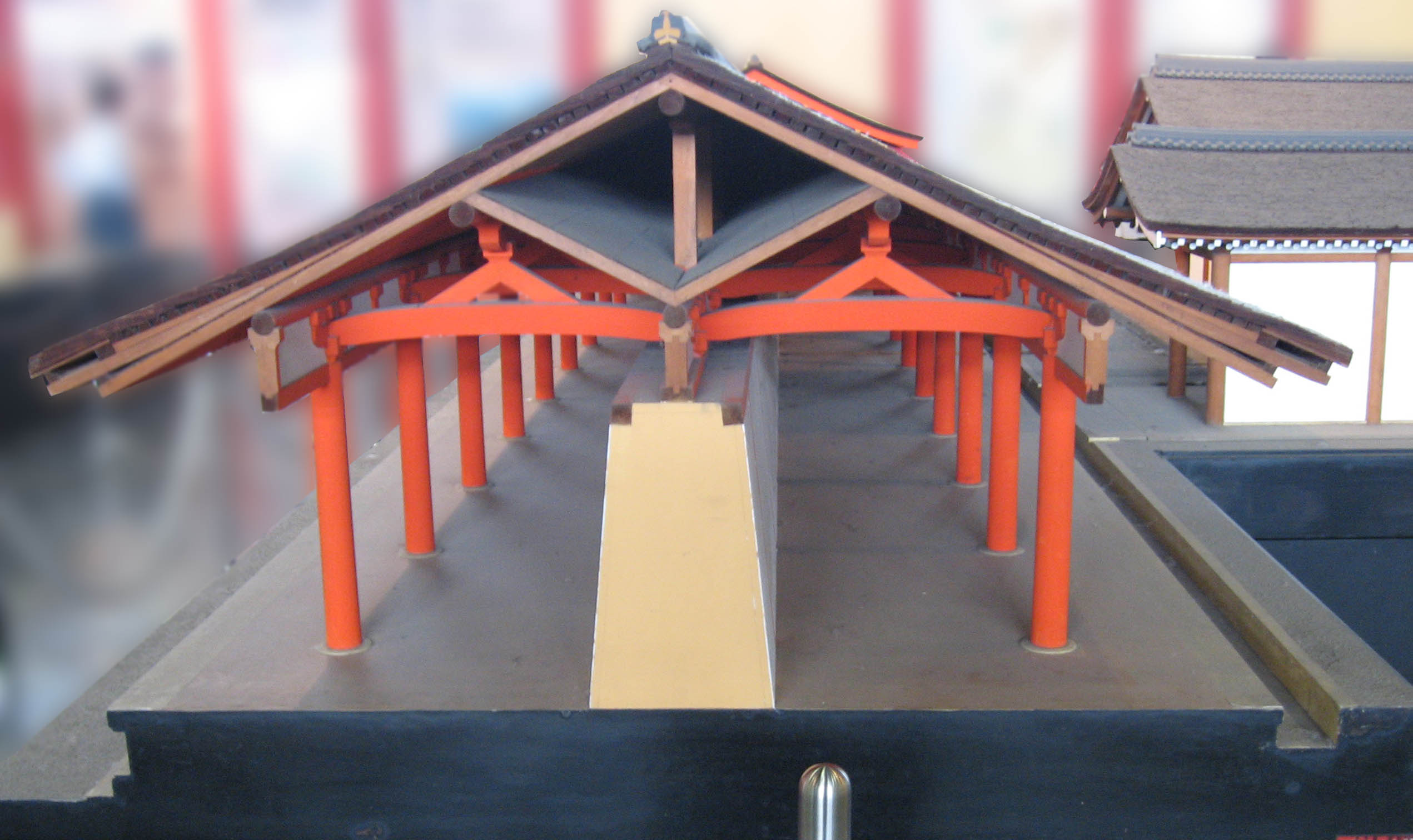
Modelo de um fukurō
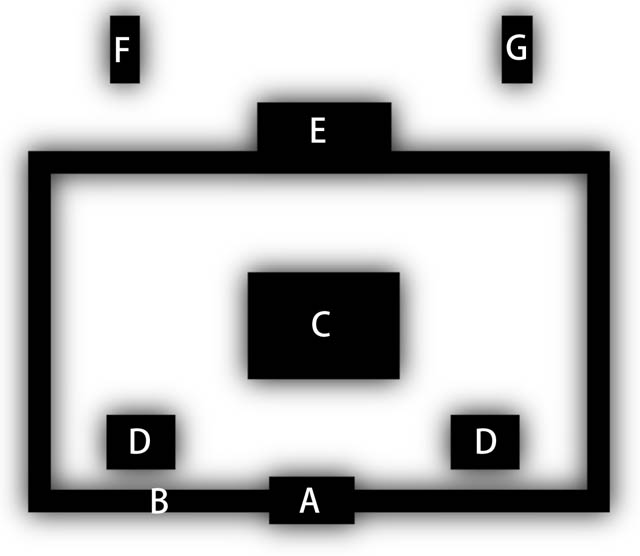
Plano de Yakushi-ji com o kairō circundando o garan
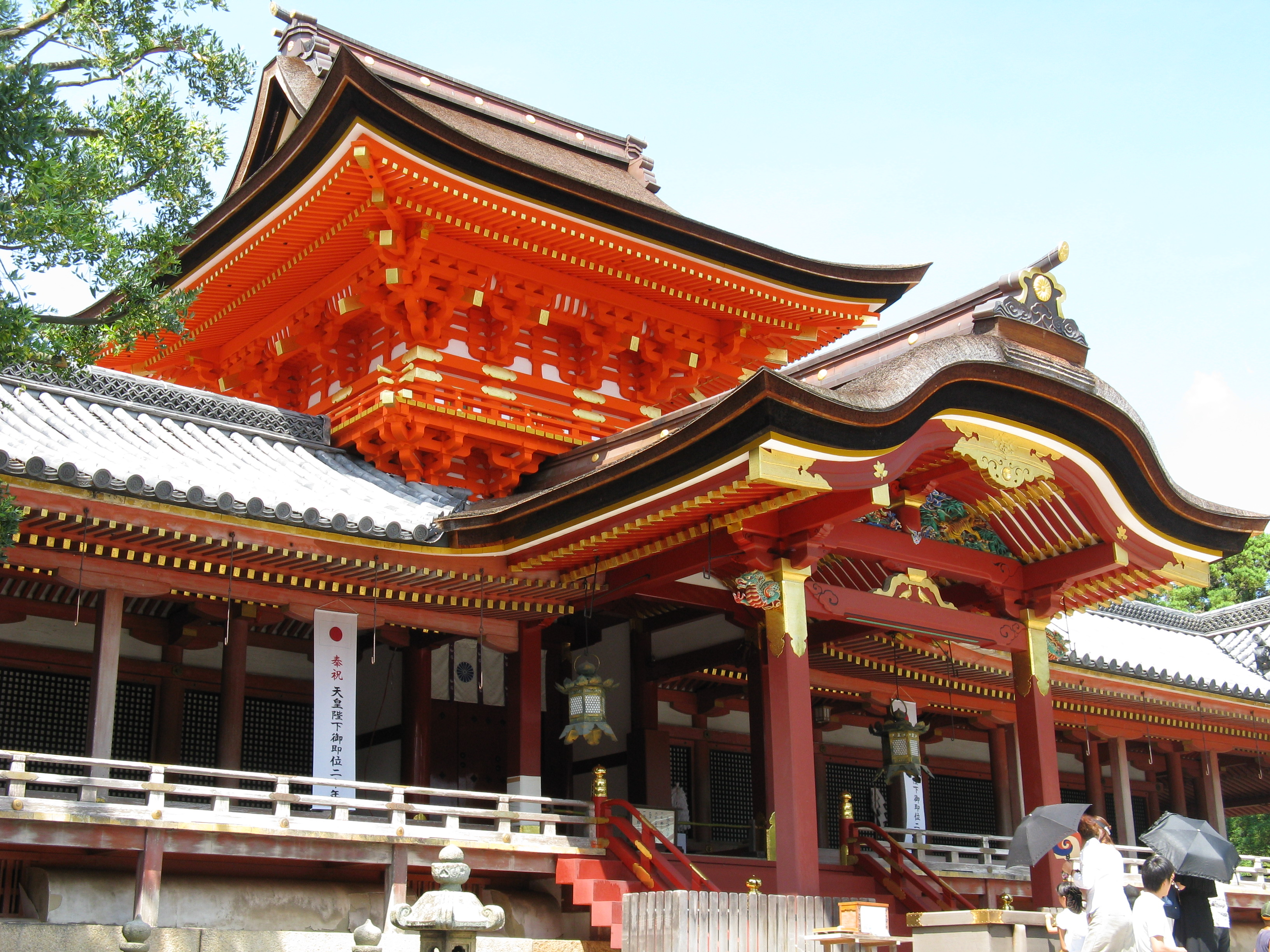
Fukurō e rōmon no templo Iwashimizu Hachiman-gū's
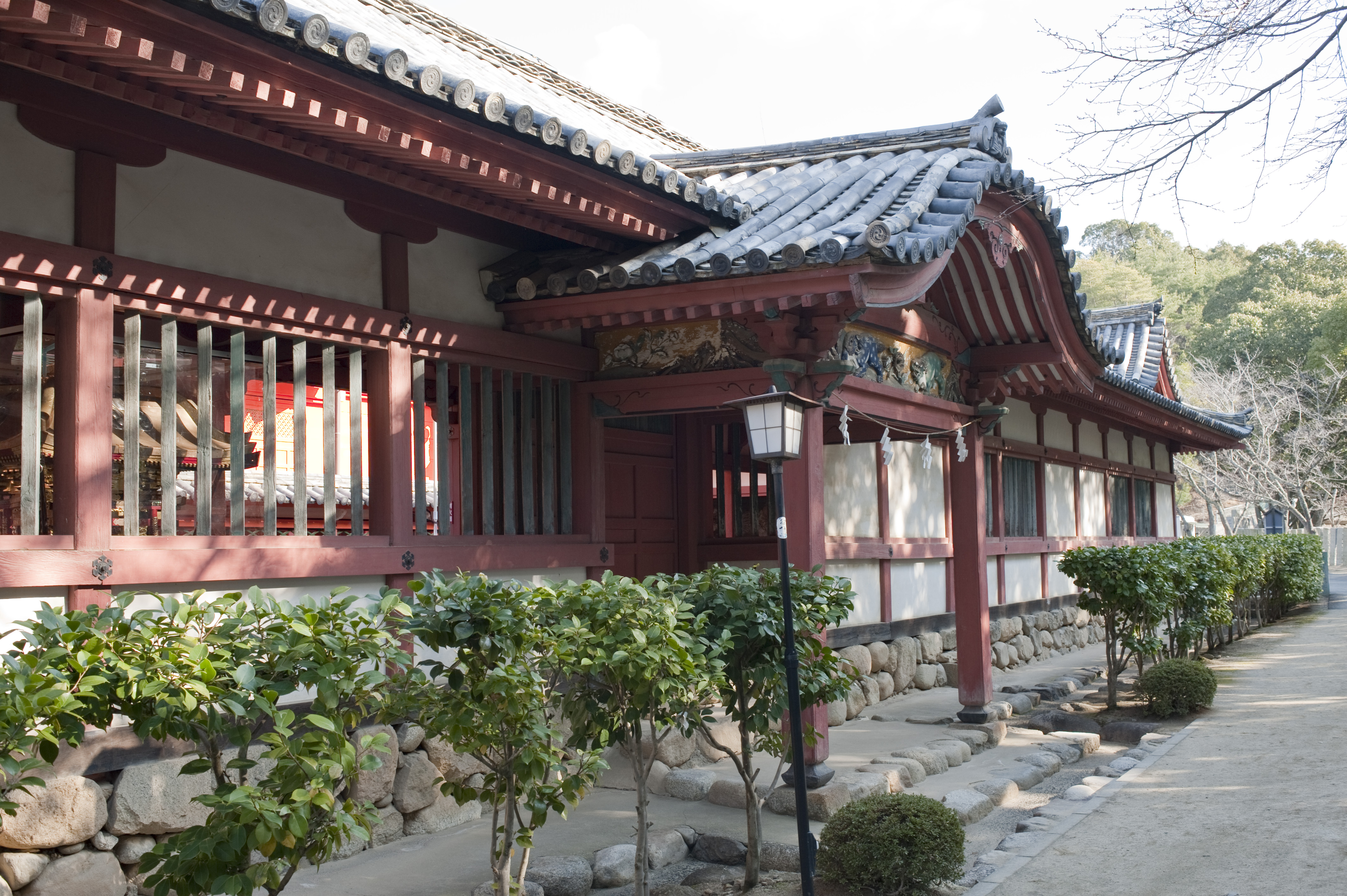
Vista externa de um kairō
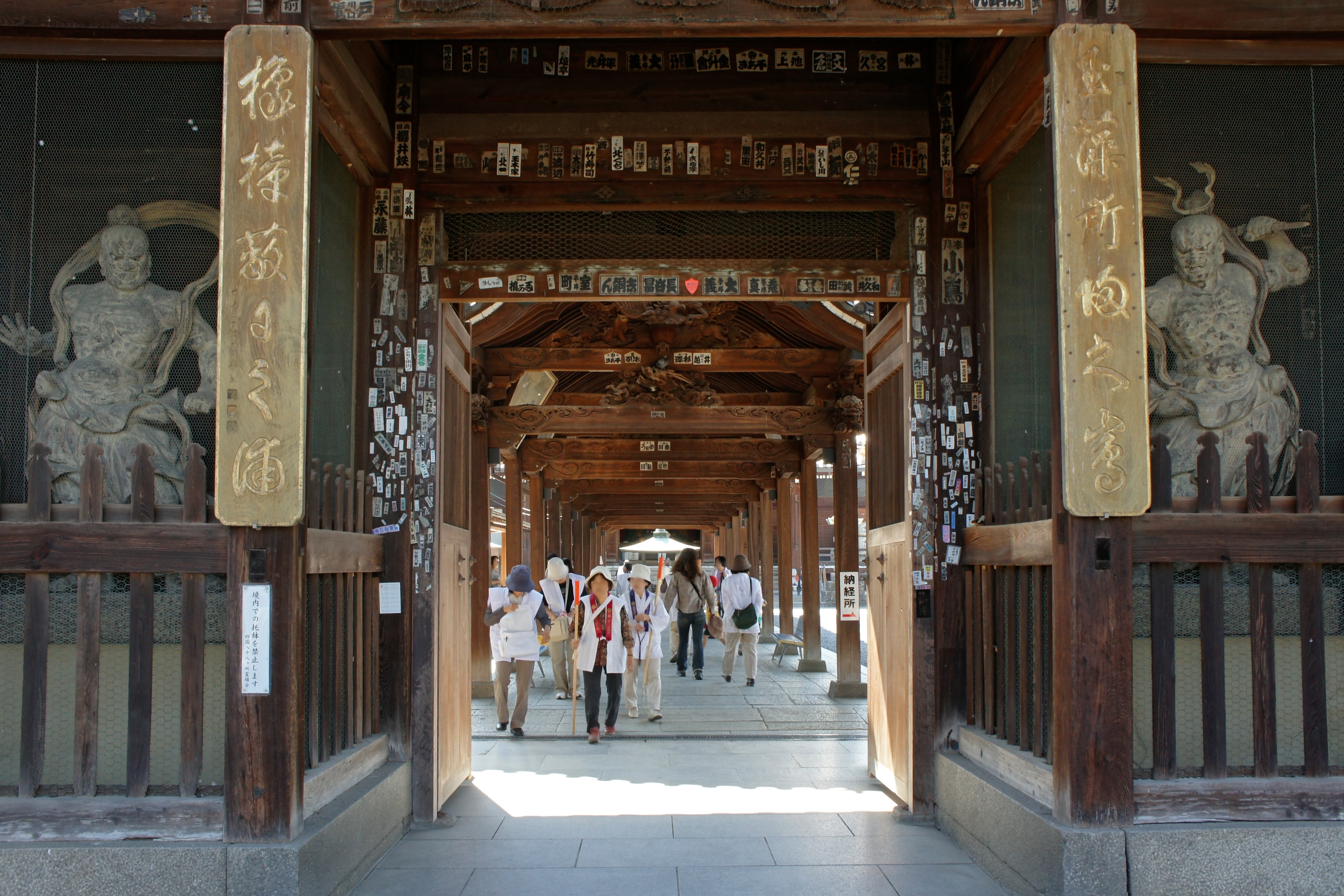
Vista da entrada do kairō de Zentsu-ji
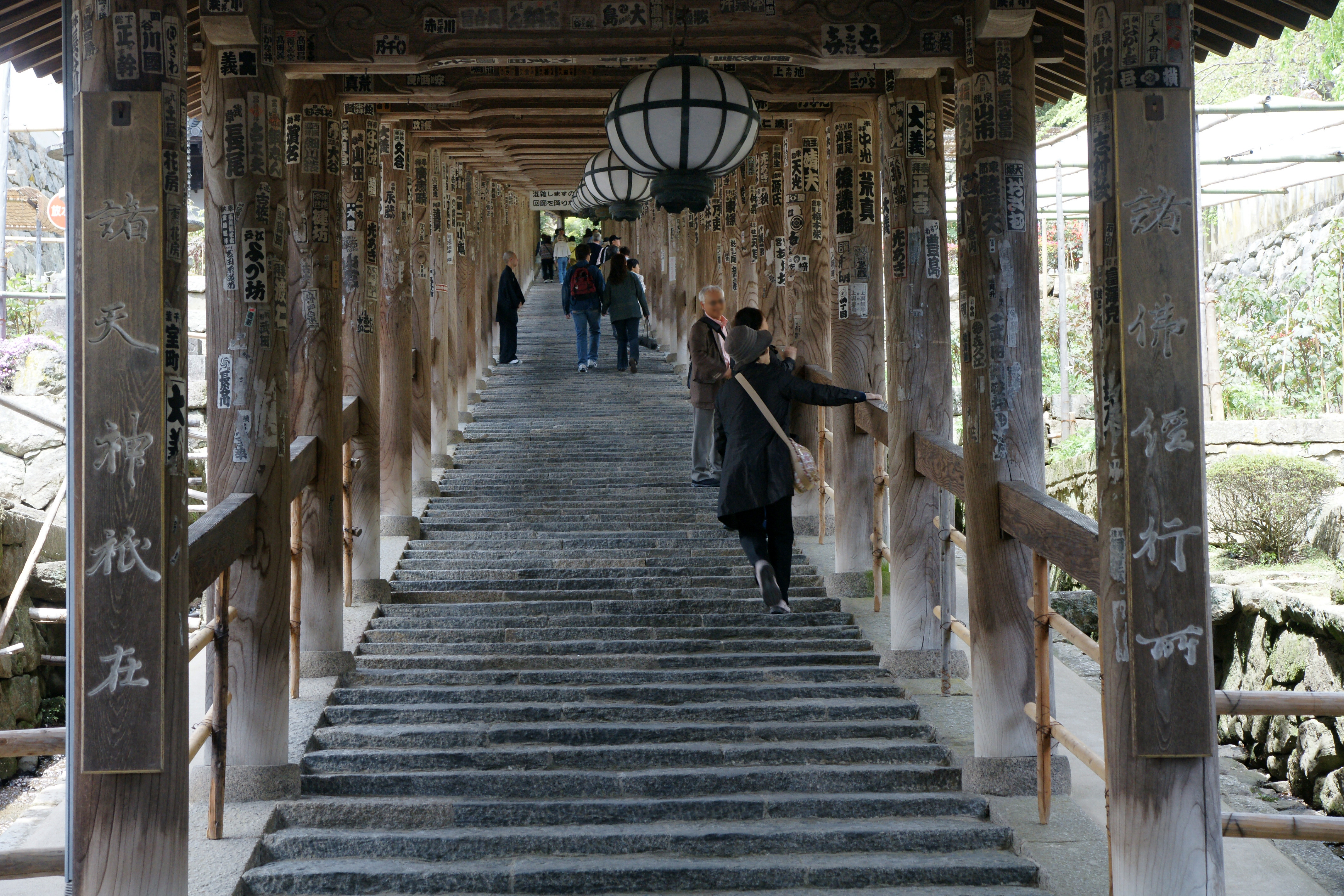
Vista interna do kairō de Hase-dera